# William S. Jewett

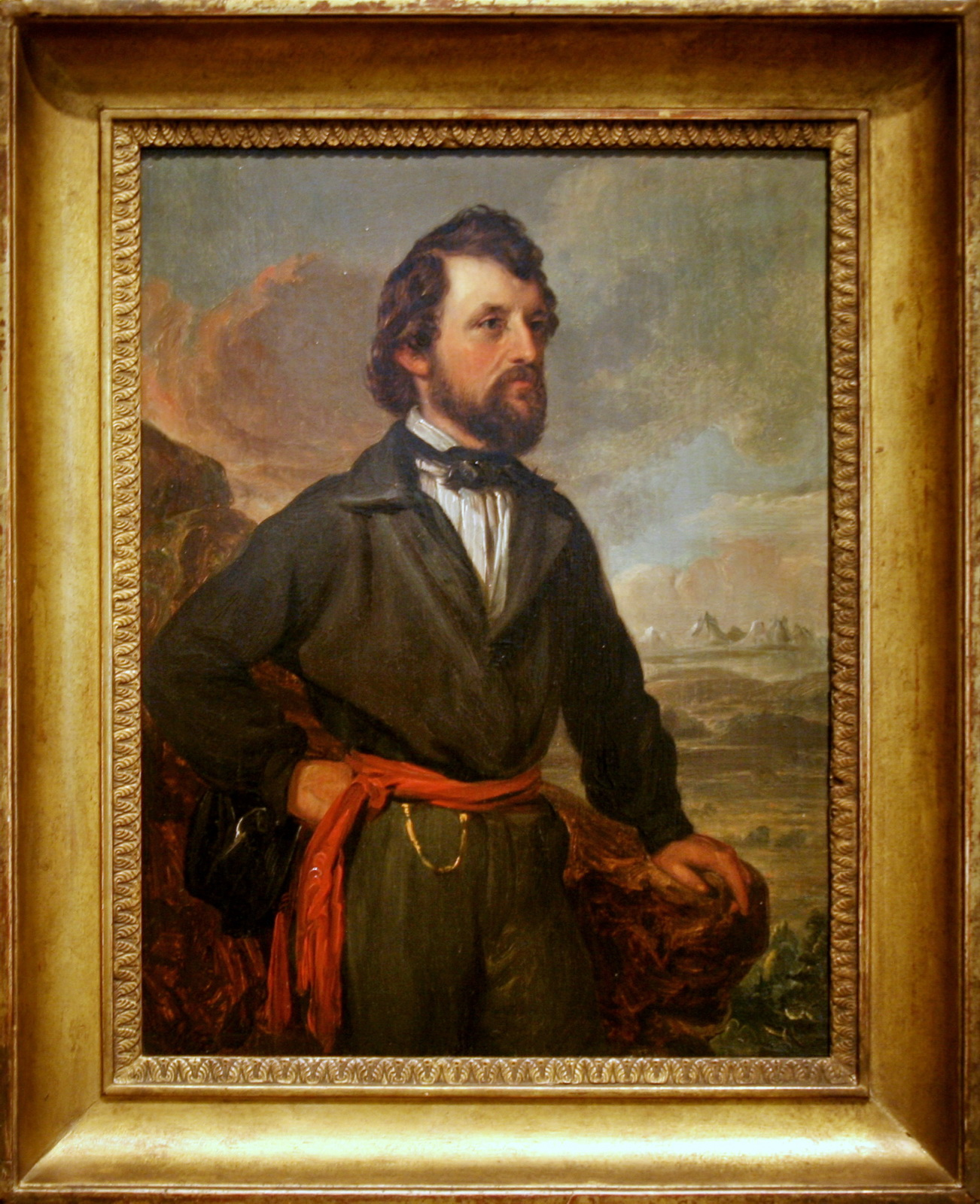
Retrato de John C. Frémont realizado en la técnica óleo sobre tela, por William Smith Jewett

William Smith Jewett (South Dover, 6 de agosto de 1812 - Springfield, Massachusetts, 3 de diciembre de 1873) fue un pintor estadounidense, famoso en su tiempo por sus retratos.
Estudió en la National Academy of Design, donde expuso en numerosas ocasiones sus retratos a lo largo de su carrera. También practicó, con menor asiduidad, la pintura de paisajes. Durante la Fiebre del oro (1849) se trasladó a California, donde se convirtió en el primer pintor profesional de San Francisco, y coincidió con otros artistas como Samuel O. Osgood o Charles Nahl. Regresó a Nueva York en 1869 y se casó. Tras pasar su luna de miel en Europa, regresó a su país natal con la salud mermada y murió poco después, en 1873.